# Longoteme
Longoteme es una localidad del distrito de Vaini, en Tonga. Tiene una población de 692 habitantes en 2021.